# 民治里公園
民治里公園（瓦磘溝民治公園）是永和區民治里的社區鄰里公園，位於新北市的瓦磘溝主流段（北支流）右岸（西岸），西鄰智光街，南北範圍為智光街10巷~智光街22號，格局南北狹長，北方為民治里巡守崗亭。與民族里公園間隔著瓦磘溝北支流。

## 設施
- 兒童遊樂場：兒童遊樂設施（Integrated Playground Equipment）。
- 步道：石板鋪面
- 草坪與樹木：有油桐、構樹、台灣欒樹、黃金風鈴木、楓香...等。

民治里公園
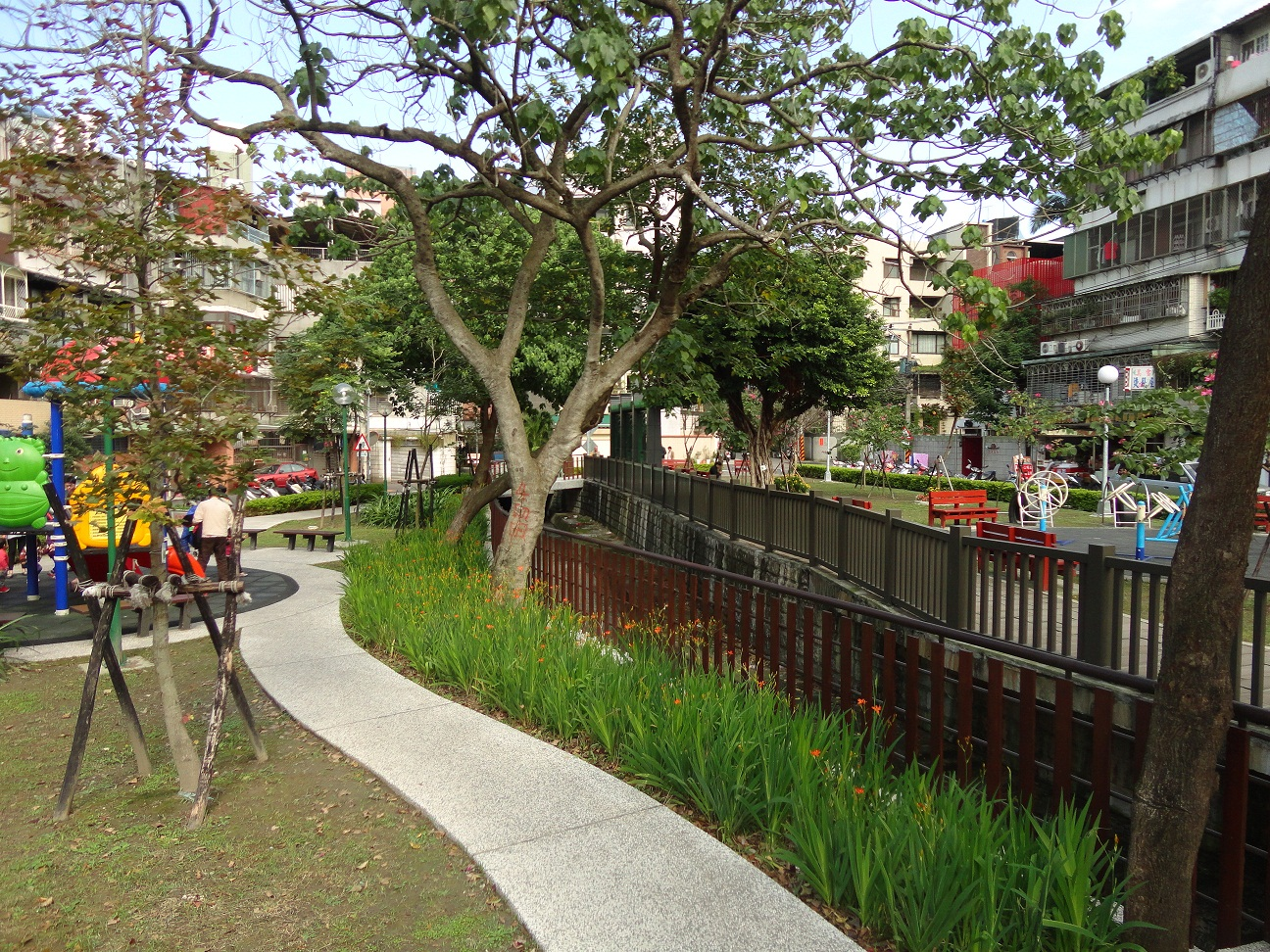
民治里公園與民族里公園間隔著瓦磘溝北支流，左側為民治里公園，右側為民族里公園